# Hiliwaele II
Hiliwaele II is een bestuurslaag in het regentschap Nias van de provincie Noord-Sumatra, Indonesië. Hiliwaele II telt 261 inwoners (volkstelling 2010).